# 1883 год

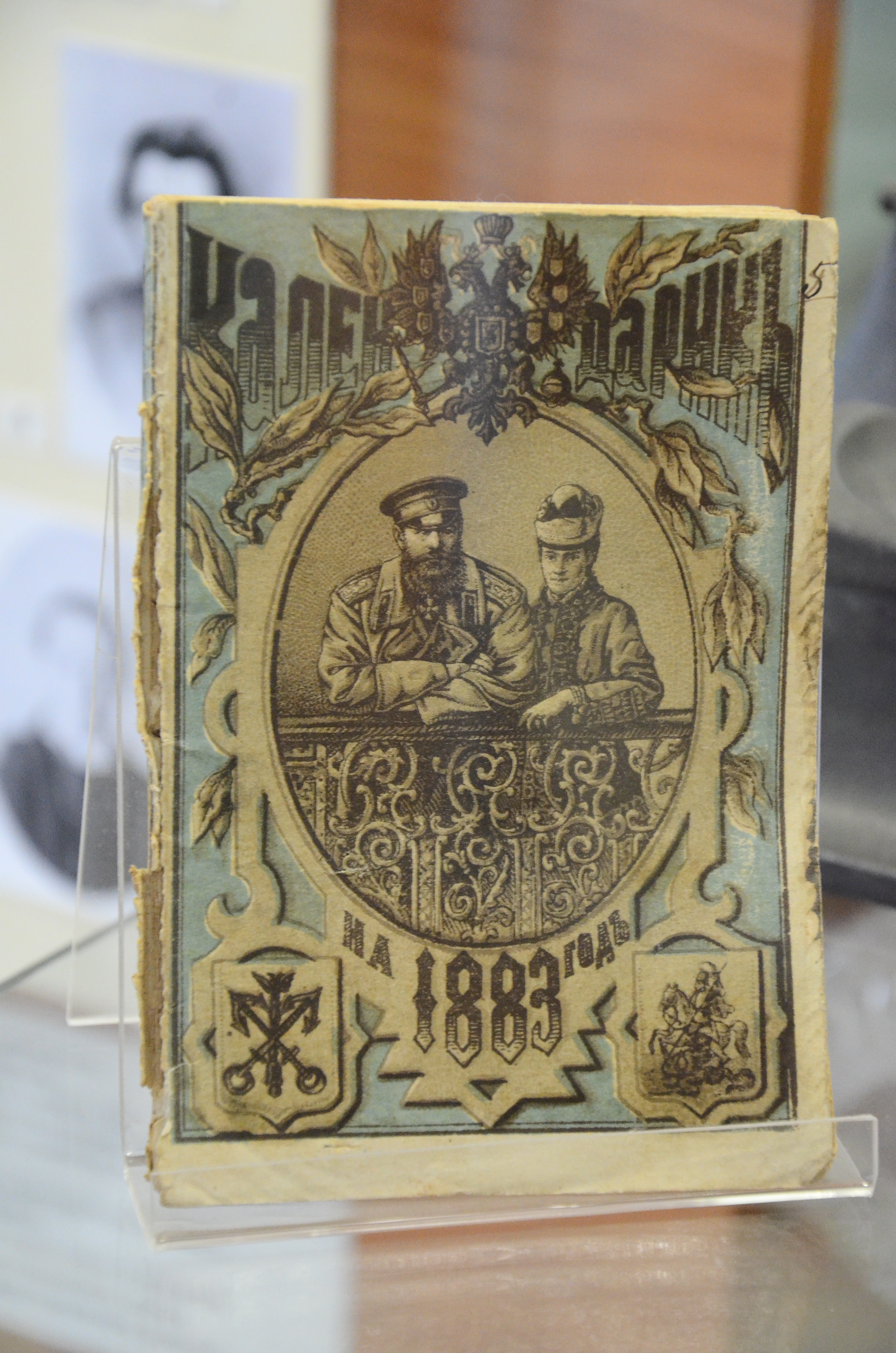
Календарь на 1883 год

1883 (ты́сяча восемьсо́т во́семьдесят тре́тий) год  по григорианскому календарю — невисокосный год, начинающийся в понедельник. Это 1883 год нашей эры, 3‑й год 9‑го десятилетия XIX века 2‑го тысячелетия, 4‑й год 1880‑х годов. Он закончился 142 года назад.
| Пн | Вт | Ср | Чт | Пт | Сб | Вс |
| 1  | 2  | 3  | 4  | 5  | 6  | 7  |
| 8  | 9  | 10 | 11 | 12 | 13 | 14 |
| 15 | 16 | 17 | 18 | 19 | 20 | 21 |
| 22 | 23 | 24 | 25 | 26 | 27 | 28 |
| 29 | 30 | 31 |    |    |    |    |

| Пн | Вт | Ср | Чт | Пт | Сб | Вс |
|    |    |    | 1  | 2  | 3  | 4  |
| 5  | 6  | 7  | 8  | 9  | 10 | 11 |
| 12 | 13 | 14 | 15 | 16 | 17 | 18 |
| 19 | 20 | 21 | 22 | 23 | 24 | 25 |
| 26 | 27 | 28 |    |    |    |    |

| Пн | Вт | Ср | Чт | Пт | Сб | Вс |
|    |    |    | 1  | 2  | 3  | 4  |
| 5  | 6  | 7  | 8  | 9  | 10 | 11 |
| 12 | 13 | 14 | 15 | 16 | 17 | 18 |
| 19 | 20 | 21 | 22 | 23 | 24 | 25 |
| 26 | 27 | 28 | 29 | 30 | 31 |    |

| Пн | Вт | Ср | Чт | Пт | Сб | Вс |
|    |    |    |    |    |    | 1  |
| 2  | 3  | 4  | 5  | 6  | 7  | 8  |
| 9  | 10 | 11 | 12 | 13 | 14 | 15 |
| 16 | 17 | 18 | 19 | 20 | 21 | 22 |
| 23 | 24 | 25 | 26 | 27 | 28 | 29 |
| 30 |    |    |    |    |    |    |

| Пн | Вт | Ср | Чт | Пт | Сб | Вс |
|    | 1  | 2  | 3  | 4  | 5  | 6  |
| 7  | 8  | 9  | 10 | 11 | 12 | 13 |
| 14 | 15 | 16 | 17 | 18 | 19 | 20 |
| 21 | 22 | 23 | 24 | 25 | 26 | 27 |
| 28 | 29 | 30 | 31 |    |    |    |

| Пн | Вт | Ср | Чт | Пт | Сб | Вс |
|    |    |    |    | 1  | 2  | 3  |
| 4  | 5  | 6  | 7  | 8  | 9  | 10 |
| 11 | 12 | 13 | 14 | 15 | 16 | 17 |
| 18 | 19 | 20 | 21 | 22 | 23 | 24 |
| 25 | 26 | 27 | 28 | 29 | 30 |    |

| Пн | Вт | Ср | Чт | Пт | Сб | Вс |
|    |    |    |    |    |    | 1  |
| 2  | 3  | 4  | 5  | 6  | 7  | 8  |
| 9  | 10 | 11 | 12 | 13 | 14 | 15 |
| 16 | 17 | 18 | 19 | 20 | 21 | 22 |
| 23 | 24 | 25 | 26 | 27 | 28 | 29 |
| 30 | 31 |    |    |    |    |    |

| Пн | Вт | Ср | Чт | Пт | Сб | Вс |
|    |    | 1  | 2  | 3  | 4  | 5  |
| 6  | 7  | 8  | 9  | 10 | 11 | 12 |
| 13 | 14 | 15 | 16 | 17 | 18 | 19 |
| 20 | 21 | 22 | 23 | 24 | 25 | 26 |
| 27 | 28 | 29 | 30 | 31 |    |    |

| Пн | Вт | Ср | Чт | Пт | Сб | Вс |
|    |    |    |    |    | 1  | 2  |
| 3  | 4  | 5  | 6  | 7  | 8  | 9  |
| 10 | 11 | 12 | 13 | 14 | 15 | 16 |
| 17 | 18 | 19 | 20 | 21 | 22 | 23 |
| 24 | 25 | 26 | 27 | 28 | 29 | 30 |

| Пн | Вт | Ср | Чт | Пт | Сб | Вс |
| 1  | 2  | 3  | 4  | 5  | 6  | 7  |
| 8  | 9  | 10 | 11 | 12 | 13 | 14 |
| 15 | 16 | 17 | 18 | 19 | 20 | 21 |
| 22 | 23 | 24 | 25 | 26 | 27 | 28 |
| 29 | 30 | 31 |    |    |    |    |

| Пн | Вт | Ср | Чт | Пт | Сб | Вс |
|    |    |    | 1  | 2  | 3  | 4  |
| 5  | 6  | 7  | 8  | 9  | 10 | 11 |
| 12 | 13 | 14 | 15 | 16 | 17 | 18 |
| 19 | 20 | 21 | 22 | 23 | 24 | 25 |
| 26 | 27 | 28 | 29 | 30 |    |    |

| Пн | Вт | Ср | Чт | Пт | Сб | Вс |
|    |    |    |    |    | 1  | 2  |
| 3  | 4  | 5  | 6  | 7  | 8  | 9  |
| 10 | 11 | 12 | 13 | 14 | 15 | 16 |
| 17 | 18 | 19 | 20 | 21 | 22 | 23 |
| 24 | 25 | 26 | 27 | 28 | 29 | 30 |
| 31 |    |    |    |    |    |    |

## События
- В Москве открыт Государственный исторический музей.
- В Москве построены мастерские Гужона (ныне — завод Серп и Молот).
- 24 февраля — президент Гватемалы Хусто Руфино Барриос публикует письмо «Моим друзьям по либеральной партии центральноамериканских республик», в котором отстаивает идею создания в Центральной Америке единого государства и заранее отказывается от всякого поста в будущей федерации[1].
- 20 марта — принята Парижская конвенция по охране промышленной собственности (вступила в силу 7 июля 1884 года).
- 26 мая — открыт и освящён Храм Христа Спасителя (1883—1931; в 1997 году — восстановлен).
- 27 мая — коронация Александра III Александровича и его супруги в Успенском соборе Московского Кремля спустя два года после объявления его российским императором.
- 4 августа — в Гватемале издан декрет о строительстве железной дороги от столицы до побережья Атлантического океана[2].
- 13 августа — в Амстердамском зоопарке по неизвестным причинам умирает последняя квагга[3].
- 26 августа — началось извержение вулкана Кракатау (Индонезия), приведшее к гибели около 40 тыс. человек. На следующий день в результате серии взрывов площадь вулканического острова сократилась втрое[4].
- 30 октября — Австро-Венгрия и Королевство Румыния заключили договор, направленный против Российской империи[5].
- Основание английского футбольного клуба Бристоль Роверс (изначальное название «The Black Arabs»).
- В Женеве основана первая российская марксистская организация — «Группа освобождения труда».

## Родились
См. также: Категория:Родившиеся в 1883 году
- 13 апреля — Ефим Алексеевич Придворов, русский советский писатель, поэт, публицист и общественный деятель, более известный под псевдонимом Демьян Бедный. (ум. 25 мая 1945).
- 13 апреля — Александр Александров, русский композитор, автор музыки гимна СССР и Российской Федерации (ум. 1946).
- 25 апреля — Семён Михайлович Будённый, советский военачальник, герой Гражданской войны, один из первых Маршалов Советского Союза (ум. 1973).
- 30 апреля — Ярослав Гашек, чешский писатель-сатирик.
- 8 мая — Степан Некрашевич, белорусский учёный-языковед и общественный деятель, инициатор создания Института белорусской культуры (теперь — Национальная Академия наук Беларуси).
- 13 мая — Хенк Снейвлит, голландский коммунист, один из основателей Коммунистической партии Китая.
- 22 мая — Эрвин Нестле, немецкий протестантский богослов; сын Эберхарда Нестле — директора евангелической семинарии[нем.], отец математика Фрица Нестле[нем.][6].
- 23 мая — Эйген Левине, немецкий коммунист, глава Исполнительного совета Баварской Советской республики в 1919 году.
- 5 июня — лорд Джон Мейнард Кейнс, английский экономист и политический деятель, основатель кейнсианства.
- 24 июня — Виктор Франц Гесс, австро-американский физик, нобелевский лауреат 1936 года за открытие космических лучей (совместно с Карлом Андерсоном).
- 28 июня — Пьер Лаваль, французский политик-социалист, премьер-министр Франции в 1931— 1932, 1935 — 1936 годах. Глава прогерманского правительства в Виши в 1942 — 1944 годах.
- 3 июля — Франц Кафка, чешский философ и писатель.
- 4 июля — Рубен Голдберг, американский художник-мультипликатор.
- 7 июля — Тойво Куула, финский композитор.
- 29 июля — Бенито Муссолини, итальянский политический деятель, вождь (дуче) фашистской партии Италии, премьер-министр Италии.
- 19 августа — Коко Шанель, основательница модного дома во Франции (ум. 1971).
- 20 сентября — Константин Иванович Пангало, русский ботаник (ум. 1965).
- 27 октября — Миколас Вайткус, литовский поэт и драматург.
- 26 ноября — Михай Бабич, венгерский поэт.
- 16 декабря — Альтфатер, Василий Михайлович — контр-адмирал Русского Императорского флота, первый командующий РККФ РСФСР.
- 25 декабря — Морис Утрилло, французский художник (ум. 1955).

## Скончались
См. также: Категория:Умершие в 1883 году

Эдуар Мане

- 4 января — Василий Антонович Инсарский, русский писатель-мемуарист (род. 1814).
- 19 января — Гийом (Виллем) Гефс, бельгийский скульптор (род. 1805).
- 13 февраля — Вильгельм Рихард Вагнер, немецкий оперный композитор, дирижёр, драматург (автор либретто своих опер), философ, революционер (род. 1813).
- 3 марта — Маврикий Осипович Вольф, русский издатель и книгопродавец (род. 1825).
- 14 марта — Карл Маркс, немецкий философ и экономист, основоположник марксизма (род. 1818).
- 26 апреля — Наполеон Орда, белорусский и польский литератор и композитор, музыкант, художник (род. 1807).
- 30 апреля — Эдуар Мане, французский художник (род. 1832).
- 23 мая — Циприан Камиль Норвид, польский поэт, драматург, прозаик, художник (род. 1821).
- 26 мая — Абд аль-Кадир, арабский эмир, национальный герой Алжира (род. 1808).
- 24 июня — Валентин Фёдорович Корш, русский журналист, публицист, историк литературы (род. 1828).
- 9 августа — Юлия Жадовская, русская писательница (род. 1824).
- 24 августа — граф Генрих де Шамбор, последний представитель династии французских Бурбонов (род. 1820).
- 3 сентября — Иван Сергеевич Тургенев, русский писатель (род. 1818).
- 21 октября — Константин Эдуардович Паприц, российский поэт и писатель-беллетрист (род. 1858)[7].
- 22 октября — Майн Рид, английский писатель, автор приключенческих романов (род. 1818).
- 26 ноября — Димитрий (Муретов), архиепископ Херсонский и Одесский.